# Юрков Іван Михайлович
Іван Михайлович Юрков (нар. 2 грудня 1944, с. Блищадь, Хотинський район, Чернівецька область) — художник-емальєр. Член Національної спілки художників України (1989). Лауреат міської премії імені Богдана Хмельницького в галузі образотворчого і декоративно-прикладного мистецтва (2010), переможець Подільського регіонального рейтингу популярності «Людина року-2013» у номінації «За духовне відродження краю». Заслужений художник України (2021).

## Біографія
Юрков Іван Михайлович народився 2 грудня 1944 року на Чернівеччині в с. Блищадь. Дитячі та юнацькі роки випали на важкий повоєнний час, але мрію, стати художником, він проніс через роки шкільного навчання, служби в армії, важкої шахтарської праці.
Працюючи навчався в Московському заочному університеті мистецтва імені Н. Крупської, а 1968 року став студентом Вижницького училища прикладного мистецтва (нині — Вижницький коледж прикладного мистецтва імені В. Ю. Шкрібляка) за спеціальністю «Конструювання та художня обробка металу».
1972 р.— отримує направлення на Хмельницький трансформаторний завод, де деякий час займався художнім конструюванням виробів. Справжнє творче задоволення отримав працюючи у хмельницькому художньо-виробничому комбінаті. Наполегливість, висока працездатність, творча індивідуальність, масштабність та об'ємність виконаних робіт в металі перетворили його з оформлювача-прикладника в авторитетного, самодостатнього художника-монументаліста.
У 1982 р. розпочалася наполеглива праця над створенням мистецьких виставкових творів у техніці художнього литва, гальвано- та металопластики розпочалось.
1986 р. — член Спілки художників Радянського Союзу.
В 90-х роках створив серію ювелірних виробів із срібла: персні, кулони, кольє, браслети, сережки, оздоблюючи їх коштовним камінням.
У ці ж роки випадок підштовхнув митця до напівзабутого і рідкісного виду мистецтва — художньої емалі.

## Творчість
З середини 1990-х років і донині Іван Юрков створив понад 200 композицій у техніці перегородчатої і живописної емалі. В обох напрямках до професійних таємниць автор доходив самотужки.
Діапазон тем, сюжетів і циклів художника-емальєра широкий та різноманітний. Одна з головних тем творчості митця — декоративно-національний символізм, який він черпає з традицій народної творчості: декоративного розпису, писанкарства, килимарства, вишивки, але вже з особистими творчими знахідками.
У 2014 р. до 200-річчя від дня народження Тараса ШевченкаІ ван Юрков реставрував більше десятка книг («Кобзарі» надруковані в 20-му столітті). Передня кришка кожної книги оформлена овальними копіями портретів Т. Г. Шевченка на тлі орнаменту або авторських творів поета. Задня кришка оздоблена овальними копіями акварелей Т. Г. Шевченка в різних техніках з авторським орнаментальним обрамленням. Корінець книг — факсимільним підписом Т. Г. Шевченка, низ і верх — оздоблений орнаментом.
Іван Юрков оформив інтер'єри відділення поштового зв'язку на вул. Молодіжній, дитячого садка на вул. Козачій, Харківецького Будинку культури у Старосинявському районі, де сповна використав декоративні можливості металу. Ці роботи зробили його відомим на Хмельниччині художником.

#### Основні твори:
- «Міста-герої України»
- «Космос»
- обкладинка до книги «Т. Г. Шевченко»
- «Солунські брати»
- «Травень 1945-го»
- «Водохреща»
- «Неопалима купина»
- «Приборкання бурі»
- «Мойсей»
- «Пробудження»
- «Обідуш»
- «Карпатський мотив»
- «Затемнення» та ін.

Учасник обласних, республіканських, всесоюзних та міжнародних виставок.

#### Виставкова діяльність
Найбільш важливі виставки, в яких брав участь Юрков І. М.:
- 1984 — Республіканська виставка «40 років визволення України» (Київ).
- 1985 — Республіканська виставка «40 років перемоги» (Київ).
- 1987 — Республіканська виставка «Страна Советов» (Київ).
- 1988 — Республіканська виставка «На страже завоеваний социализма» (Київ).
- 1989 — Республіканська виставка до 175-річчя від дня народження Т. Г. Шевченка (Київ).
- 1991 — Всесоюзна виставка «Космос» (Москва).
- 1994 — Персональна виставка творів (Хмельницький, Хмельницький обласний художній музей).
- 1996 — Персональна виставка творів (Тернопіль).
- 1998 — Персональна зарубіжна виставка творів (Франція: м. Канталь, м. Оріяк).
- 1999 — Персональна зарубіжна виставка творів (Франція: м. Самюр, Нормандія).
- 2000 — Всеукраїнська виставка «Живописна Україна» (Хмельницький).
- 2001 — Персональна зарубіжна виставка творів (Португалія: м. Калдаш, м. Раїня).
- 2003 — Персональна зарубіжна виставка творів (Польща, м. Чесанів).
- 2003 — Персональна виставка творів (Хмельницький, Хмельницький обласний художній музей).
- 2005 — Персональна виставка творів (Рівне).
- 2007 — Персональна виставка творів (Хмельницький, Подільский культурно-просвітницький центр імені М. Реріха).
- 2008 — Персональна виставка творів (Хмельницький, Музей історії міста).
- 2009 — Персональна виставка творів (Хмельницький, Хмельницький обласний художній музей, сервісний центр ВАТ ЕК «Хмельницькобленерго»).
- 2013 — Персональна виставка творів (Хмельницький, будинок просвіти ім. Т. Г. Шевченка).
- 2014 — Персональна виставка (Київ, музей українського народного декоративного мистецтва).
- 2024 — Персональна виставка до 210-ї річниці з дня народження Тараса Шевченка (Городок, Городоцький краєзнавчий музей).

Учасник обласних, республіканських та міжнародних виставок. Брав участь у І та ІІ Міжнародних фестивалях емалі в Києві. Твори художника зберігаються в Національному музеї українського народного декоративного мистецтва, Національному художньому музеї України, Музеї історичних коштовностей України, в Хмельницькому обласному художньому музеї, в Музеї історії міста Хмельницького, в Хмельницькому краєзнавчому музеї, фондах Міністерства культури і туризму України, фондах музею Революції Гідності, меріях міст-побратимів Хмельницького, в приватних колекціях в різних країнах світу: Франції, Англії, Португалії, Німеччині, Польщі, Чехії, США, Канаді, Іспанії, Росії, України.